# Chamunda chamunda
Chamunda chamunda is een vlinder uit de familie van de dikkopjes (Hesperiidae). De soort is voor het eerst wetenschappelijk beschreven als Plesioneura chamunda door Frederic Moore in een publicatie uit 1866.
De soort komt voor in India (West-Bengalen, Sikkim), Myanmar, Thailand, Laos, Cambodja, Vietnam en West-Maleisië.